# پلکترود
پلکترود (آلمانی: Plektrud؛ ‏؛ لاتین: Plectrudis؛ ‏ درگذشته در سال ۷۱۸ میلادی) یک زن نجیب‌زاده بود. وی همسر پپن ارستال کاخ‌بان و دوک فرانک‌ها در حدود سال ۶۷۰ میلادی بود. او دختر هوگوبرت، سرمباشر کلوویس چهارم و ایرمینای قدیس بود. پلکترود همچنین نایب السلطنه نوستریا در دوران خردسالی نوه اش تئودالت از ۷۱۴ تا ۷۱۸ بود.

## زندگی‌نامه

### ازدواج و فرزندان
پلکترود به عنوان فعال سیاسی و تأثیرگذار بر شوهرش و سلطنت او توصیف شد. او مقدار زیادی اموال و ماترک را به دربار پپنی‌ها آورد. پلکترود دختر هوگوبرت، سرمباشر کلوویس چهارم و ایرمینا مقدس بود. در حالی که هیچ مدرک محکمی برای شناسایی ایرمینا به عنوان مادرش وجود ندارد، این احتمال وجود دارد که هر دو زن دارای املاکی بودند که از یک منبع به ارث رسیده بود. ایرمینا از یکی از قدرتمندترین خانواده‌های پادشاهی مروونژی‌ها بود. پس از مرگ هوگوبرت در سال ۶۹۷، ایرمینا زمینی را به راهب ویلیبرورد داد تا صومعه اشترناخ را در آن بسازد. بسیاری از ثروت پپن ارستال از ازدواج او با پلکترود به دست آمد. در طول سلطنت پپن ارستال، نام پلکترود به عنوان امضاکننده مشترک او در هر سند قانونی صادر شده توسط او که هنوز حفظ شده است، دیده می‌شود که برای آن دوران، غیرمعمول بود. او دو پسر از پپین به نام‌های دروگو و گریموالد داشت.
هر دو پسر او قبل از پپن ارستال مردند، دروگو در سال ۷۰۷ درگذشت و گریموالد در سال ۷۱۴ به قتل رسید. او از موافقت پپن دوم اطمینان داد که تئودالد، پسر گریمولد، وارث اصلی او خواهد بود. هنگامی که پپین به زودی پس از آن دو پسر و در پایان سال ۷۱۴ درگذشت، پلکترود به عنوان نایب السلطنه تئودالد که هنوز در زیر سن قانونی بود، قدرت را در نوستریا به دست گرفت. این انتصاب یک کودک به عنوان کاخ‌دار بی‌سابقه بود.

### زندانی شدن شارل مارتل
پلکترود برای اطمینان از سلطنت خود، شارل مارتل پسر پپین دوم را به همراه همسر دومش آلپایدا، در کلن زندانی کرد. اغلب گفته می‌شود که شارل نامشروع بوده است، اما امروزه بسیاری این را تفسیری بی پروا و قدیمی از وضعیت او می‌دانند. معاصران شارل به احتمال زیاد او را نامشروع نمی‌دانستند، زیرا او در حالی به دنیا آمد که مادرش آلپایدا با پپین فرانک ازدواج کرده بود و تعدد زوجات در میان اشراف‌زادگان در این دوره معمول بود.
در سال ۷۱۵، اشراف نوستری در اتحاد با رادبد فریزلند علیه پلکترود شورش کردند و او را در «نبرد کومپین» شکست دادند که در ۲۶ سپتامبر ۷۱۵ رخ داد و باعث شد که او به کلن پناه ببرد. کلن موطن دودمان او بود و او ثروت پپن ارستال را در آن نگهداری می‌کرد.
در سال ۷۱۶، شیلپریک دوم پادشاه فرانک‌ها و راگنفرید، کاخ‌بان ارتشی را به سمت اوسترازیا در نزدیکی کلن جایی که پلکترود به آنجا رفته بود، رهبری کردند. آنها مجددا پلکترود را شکست دادند و شارل مارتل را آزاد کردند. پلکترود شیلپریک دوم را به عنوان پادشاه تصدیق کرد، خزانه داری اوسترازیا را به او سپرد و از ادعای نوه اش برای کاخ‌بانی صرف نظر کرد. پادشاه و کاخ‌بانش سپس به محاصره رقیب دیگر خود در شهر روی آوردند و مدعی آن شدند. خزانه اندکی پس از آن توسط پادشاه و کاخ‌بان او به رسمیت شناخته شد. مجموع این رویدادها به نفع شارل مارتل بود. در سال ۷۱۷، او پادشاه و کاخ‌بانش را تا پاریس تعقیب کرد و بعد برای معامله با پلکترود به کلن برگشت. سپس شهر را تسخیر کرد و هواداران شیلپریک را متفرق کرد.

### مرگ
پلکترود یه راهبه شد و اندکی بعد در همان سال در کلن درگذشت و در صومعه سنت ماریا ایم کاپیتول که خود تأسیس کرده بود به خاک سپرده شد. نوه او تئودالد تا زمان مرگ شارل مارتل در سال ۷۴۱ تحت حمایت عمویش زندگی کرد.

## فرزندان
پسران او با پپن ارستال عبارت بودند از:
- دروگو، دوک شامپانی
- گریموالت کاخ‌بان نوستریا